# Хелен Тејлор
Хелен Тејлор енгл. Helen Taylor (Лондон, 27. јул 1831 — Торки, 29. јануар 1907) била је енглеска феминисткиња, писац и глумица. Била је ћерка Харијет Тејлор Мил, британске филозофкиња, књижевница и борац за женска права, отац јој је био Џон Тејлор, а очух Џон Стјуарт Мил, британског филозофа и социјалног реформатора. Наком смрти њене мајке 1858. године, Хелен је радила и живела код Џона Стјуарта Мила. Заједно са њим промовисала је и радила на женским правима. У периоду од 1876. до 1884. године била је члан Лондонског школског одбора. Године 1881. приступила је Социјално-демократској дедерацији.

## Биографија
Рођена је 27. јула 1831. године у Торкију, као једина ћерка и најмлађа од троје деце, од оца Џона Тејлора велетрговца и мајке Харијет Тејлор Мил, која је била филозофкиња, књижевница и борац за женска права. Своју ћерку, Џон Тејлор је заинтересовао за истоју, а она се образовала приватно.
Отац јој је преминуо у јулу 1849. године, а њена мајка се преудала у априлу 1851. године за Џона Стјуарта Мила.
Њена мајка Харијет Тејлор Мил желела је да њена ћерка буде слободне и да нађе посао по сопственом избору. Хелен је пратила свој сан да постане глумица и 1856. године одлази у Сандерланд, где налази посао глумца и ту ради све до 1858. године.
Њена мајка, Харијет Тејлор Мил преминула је у хотелу Европа у Авињону у Француској, 3. новембра 1858. године, док је била на путу са својим супругом на југу Француске. Да би био близу гробнице своје супруге, Џон Стјуарт Мил је купио кућу близу места где је она сахрањена, а све његове послове преузела је Хелен, која је водила његове преписке, сарађивала у книжевном раду, нарочито у подучавању жена.
Хелен је након смрти очуха радила на разним биографијама познатих личности и издала његове есеј Природа, утицај религије, теизам.
Преко њеног очуха, Хелен је упознала велики број људи. Била је посвећена политици, радикалних принципа, али истовремено и демократских, међутим сматрала је и да је све избодљиво преко социјализма. Била је одличан говорник и доста се борила против неправде и за сиромашне.
Године 1876. постала је члан Радикалне асоцијације, а иако се већина либерала противила њеним ставовима, њена елоквентност освајала је подршку свих људи без обзира на религијске и политичке поделе. Пензионисала се 1884. године због лошег здравственог стања.
Била је на функцији Лондонског школског одбора од 1876. године и њен образовни програм укључивао је укидање школарина, обезбеђивање хране и ципела деци којој је то неопходно, укидање телесног кажњавања и веће трошкове за све ствари које су битне за развој детета. Док је била члан Управног одбора о свом трошку је куповала чизме и храну деци.

## Старост и смрт
Дуго времена је живела у кући њеног очуха у Авињону, а 1904. године вратила се у Енглеску и тамо преминула 29. јануара 1907. године у Торкију. Сахрањена је на локалном гробљу у истом граду.
За права жена и сиромашних борила се читав живот, а завршила је и писање књиге Комплетни радови Харијет Тејлор Мил, коју је започела њена мајка.